# Disease (Lady Gaga歌曲)
〈Disease〉是美国创作型歌手Lady Gaga的一首歌曲，收录于她的第8张录音室专辑《狂亂》中。歌曲于2024年10月25日作为专辑的首张单曲经由新視鏡唱片发行。卡卡与安德鲁·瓦特和亨利·沃尔特共同创作并制作了歌曲，麥可·波蘭斯基亦参与了歌曲的创作。〈Disease〉的曲风包括dark pop、electropop、流行舞曲、合成器流行与電子舞曲，歌曲的歌词夸张地描述了爱能治愈恋人的疾病。
〈Disease〉在发行后获得了主流乐评的好评，乐评称赞了卡卡的演唱，但认为歌词创新性不足。歌曲在Billboard Global 200榜单最高排第14名，并在希腊、爱尔兰、拉脱维亚、斯洛伐克和英国进入了前20名。歌曲的音乐视频由塔諾·米諾执导，于2024年10月29日发行，展示了卡卡面对不同版本的自我，尝试去控制她人格化的恐惧。